# Hans Juda
Hans Peter Juda (geboren 25. September 1904 in Trier; gestorben 3. Februar 1975 in London) war ein deutsch-britischer Wirtschaftsjournalist.  

## Leben
Hans Peter Juda wuchs in einer jüdischen Familie auf; er war ein Sohn des Leopold Juda und der Hedwig Strauss (1882–1942). Seine Mutter und seine Schwester Lise (1921–1942) wurden Opfer des Holocaust. Er studierte Soziologie, Nationalökonomie und Jura in München, Freiburg, Frankfurt am Main und Paris. 1928 wurde er Wirtschaftsredakteur beim Berliner Tageblatt und 1933 Mitherausgeber der Wirtschafts-Zeitung. 1931 heiratete er die Darmstädterin Elsbeth Ruth Goldstein, die unter dem Namen Elsbeth Juda Fotografin wurde. Nach der Machtübergabe an die Nationalsozialisten 1933 emigrierten sie nach London. 
Juda übernahm 1935 die Londoner Vertretung der in Amsterdam erscheinenden Zeitschrift International Textiles. Aufgrund der Kriegsereignisse gründete er 1940 die Zeitschrift The Ambassador, die die Exportinteressen der britischen Textilwirtschaft vertrat. Seine Frau sorgte für die Modefotografien. Die Zeitschrift konnte auch während der Papierknappheit in der Kriegswirtschaft des Zweiten Weltkriegs erscheinen. Juda leitete die Zeitschrift bis 1970. 1964 wurde er Direktor im  Verlag DC Thomson, der die Zeitschrift gekauft hatte, und bei der Kunstzeitschrift Burlington Magazine.
Juda sammelte zeitgenössische Kunst. 1950 gab er in seinem Verlag ein Kunstbuch über Graham Sutherland heraus. Er gehörte dem Beirat der Central School of Art and Design an. Juda stiftete Verkaufserlöse aus seiner Kunstsammlung für Stipendien. Er erhielt 1965 die Bicentenary Medal of the Royal Society of Arts. Er wurde 1955 zum Officer des Order of the British Empire ernannt und 1970 zum Commander. Er erhielt 1968 den brasilianischen Orden vom Kreuz des Südens.  